# Rissos delfin
Rissos delfin (Grampus griseus) är en art i familjen delfiner, underfamiljen grindvalar, och den enda arten i släktet Grampus. Den har en för delfiner ovanlig huvudform.
Man hittar Rissos delfin i de tropiska och tempererade haven, till exempel Indiska oceanen, Stilla havet och Medelhavet.
Den beskrevs för första gången av Georges Cuvier år 1812. Arten döptes efter Antoine Risso som var den man som beskrev delfinen för Cuvier. Ordet grampus kan antingen komma ifrån det  latinska grandis piscis eller franskans grand poisson, båda betyder ”stor fisk”. Griseus beskriver delfinen grå färg.
Rissos delfin kan bli runt 3 meter lång, fast man har observerat delfiner som har varit drygt 3,8 meter långa. De kan väga upp emot 450 kilogram. Bröstfenorna är ungefär 60 cm långa och ryggfenans längd ligger vid 40 cm. Vuxna exemplar är på ovansidan mörkgrå till svarta och på undersidan lite ljusare. Ryggen kan ha blåa eller violetta nyanser. Fenorna är alltid svarta.  Den är en delfinart som man kan hitta på 400–1000 meters djup och gärna över kontinentalsocklar. Man har beräknat att USA:s kontinentalsockel har en population på runt 60 000 individer och den i Stilla havet har runt 175 000 delfiner. Men det finns inte någon uppskattning på hur många det egentligen finns världen över.
Man har med framgång haft Rissos delfin i fångenskap även om de inte är lika populär som späckhuggare och öresvin. 
Arten har en hög ryggfena och spetsiga bröstfenor. På kroppen finns många ärr som orsakas troligen av bläckfiskar, av artfränder eller av hajar. Rissos delfin bildar flockar som vanligen har 10 till 20 medlemmar. Ibland består en flock av några hundra individer. Det finns även blandade flockar med långfenad grindval (Globicephala melas). Arten är inte lika lekfull vid vattenytan som andra delfiner. Den söker inte heller båtarnas närhet.